# Global Education Learning Community
Global Education & Learning Community (GELC) — проект «Sun Microsystems» по разработке бесплатных online-учебников,
распространению других open source электронных материалов и образцов педагогической практики.
GELC стартовал 1 июня 2004 года.
Sun Microsystems открыла два социальных сетевых портала для глобальных образовательных сообществ.